# Nicolas Romanovitch de Russie
Pour les articles homonymes, voir Romanovitch.
Succession
Prétendant au trône de Russie
21 avril 1992 – 15 septembre 2014
(22 ans, 4 mois et 25 jours)
Nicolas Romanovitch Romanov (né le 26 septembre 1922 à Antibes et mort le 15 septembre 2014 en Toscane) est, pour certains, le chef de la maison impériale de Russie de 1992 à 2014. Il a été élu prétendant au trône de Russie par les membres de la famille Romanov en 1992 contre sa cousine la princesse (dite « grande-duchesse ») Maria Vladimirovna de Russie. Il appartient à la maison de Holstein-Gottorp-Romanov.

## Famille
Il est le fils du prince Roman Petrovitch et de Prascovia Dimitrievna Cheremetieva. 

### Mariage et descendance
Le 21 janvier 1952 en la cathédrale russe de Cannes, Nicolas Romanovitch de Russie épousa la comtesse Sveva della Gherardesca (1930), fille du comte Walfredo della Gherardesca et de la marquise Nicoletta de Picolellis. 
De cette union naquirent :
- Natalia Nikolaïevna (1952), qui épousa en 1973 Giuseppe Consolo (1948), et aura deux enfants ;

- Elisabeth Nikolaïevna (1956), qui épousa en 1982 Mauro Bonacini (1950), et aura deux enfants ;

- Tatiana Nikolaïevna (1961), qui épousa en 1983 Gian Battista Alessandri (1958), divorcés en 1988, remariée à Giancarlo Tirotti (1947), et aura un enfant.

## Biographie

### Enfance
Enfants, le prince Nicolas Romanovitch de Russie et son frère Dimitri Romanovitch de Russie baignèrent dans une atmosphère russe. Après leur fuite de Russie, les grands-parents et les parents du prince Nicolas Romanovitch de Russie s'installèrent au Cap d'Antibes. Le prince naquit à Antibes le 26 septembre 1922, il reçut une éducation privée par le père Zossima, ce moine lui enseigna l'ancien programme scolaire russe. Malgré l'exil, le grand-duc Roman Petrovitch de Russie et son épouse élevèrent leurs deux fils dans l'esprit russe, dans leur vie de chaque jour, le calendrier julien, les fêtes religieuses de l'Église russe orthodoxe furent respectés.
Nicolas Romanovitch de Russie fit une partie de ses études en France. Le prince aspira à faire carrière dans la marine comme officier. Âgé de douze ans, le prince demanda à ses parents d'exaucer son vœu. Mais la marine impériale de Russie étant remplacée par la marine soviétique, Nicolas Romanovitch de Russie se tourna vers la marine italienne. Pour réaliser son rêve, ses parents utilisèrent les liens étroits les unissant à la maison royale italienne (sa grand-mère paternelle, la princesse Militza de Monténégro était la sœur de Hélène de Monténégro, l'épouse de Victor-Emmanuel III d'Italie). Sa grand-mère fit les démarches nécessaires auprès des membres de la maison de Savoie. Nicolas Romanovitch de Russie quitta sa famille pour poursuivre ses études en Italie, il eut pour professeur l'ancien officier italien à la retraite, le capitaine Tommaso Surdi. Ses études terminées, le prince serait reçu à l'École navale italienne de Livourne. Atteint de myopie, le prince dut renoncer à sa carrière dans la marine. Lors de la Seconde Guerre mondiale la flotte italienne eut à souffrir de grands dommages, selon le prince, cette myopie lui a peut-être sauvé la vie.
En 1936, sa famille s'installa en Italie, Nicolas Romanovitch de Russie fit des études classiques, il fut diplômé en 1942. Depuis sa tendre enfance, le prince parle le russe et le français, plus tard, il apprit l'anglais et l'italien, son tuteur, Marcel Berlinger lui enseigna le latin et le grec ancien.

### Seconde Guerre mondiale
Pendant l'occupation de la capitale italienne, les membres de la famille de Nicolas Romanovitch de Russie vécurent sous la menace de la déportation, tout particulièrement la grand-mère paternelle du prince, Militza de Monténégro. La princesse et sa sœur Hélène de Monténégro trouvèrent refuge dans un couvent, puis dans la cité du Vatican. La famille du prince résida à la Villa Marlia près de Lucques. En septembre 1943, entourés de carabiniers, Nicolas Romanovitch de Russie et sa famille furent conduits à Rome, ils vécurent via Panama. Le 8 septembre 1943, l'Italie signa l'armistice, la famille du prince présente à la Villa Savoia (résidence du roi et de la reine d'Italie) fut le témoin du départ de Victor-Emmanuel III d'Italie et de son épouse. À leur tour, les membres de la famille du prince quittèrent la Villa Savoia et vécurent clandestinement pendant plus de neuf mois.

### Vie professionnelle
Après la libération de Rome par les alliés, Nicolas Romanovitch de Russie fut employé dans l'une des agences alliées, le Psychological Warfare Branch. La Seconde Guerre mondiale prit fin, le prince trouva un emploi à L'USIS States Information Service. En 1946, Nicolas Romanovitch de Russie accompagné des membres de sa famille s'installèrent en Égypte. À Naples, ils montèrent à bord du croiseur italien le Duca Degli Abruzzi, bâtiment utilisé pour rapatrier les prisonniers de guerre italiens détenus dans les camps de l'Inde et du Kenya. En Égypte, le prince occupa quelques petits emplois, mais désirant revenir en Italie afin de poursuivre ses études universitaires, Nicolas Romanovitch de Russie considéra son séjour en Égypte comme une période de repos. Entre 1947 et 1948, le commerce du tabac turc procura au prince une certaine aisance financière, il fut également employé dans une compagnie d'assurances.
En 1950, Nicolas Romanovitch de Russie prit la décision de revenir en Europe. Sur la route qui le menait à Genève, le prince s'arrêta à Rome, c'est dans cette ville qu'il rencontra sa future épouse, Sveva della Gherardesca, il l'épousa le 21 janvier 1952. Avant son mariage, Nicolas Romanovitch de Russie fut employé par Austin Motor, il travailla avec le représentant de cette firme en Italie, le colonel Andrew Constable-Maxwell. 
En 1954, le colonel avait d'autres projets en tête, Nicolas Romanovitch de Russie donna sa démission.
En janvier 1955, son beau-frère décéda accidentellement, Nicolas Romanovitch de Russie devint le gestionnaire du domaine toscan de son épouse. Entre 1955 et 1980, le prince devint éleveur de la race bovine Chianina, certains de ces bovins furent exportés au Canada, il fut également viticulteur.

### Mariage
Nicolas Romanovitch de Russie épousa Sveva della Gherardesca le 21 janvier 1952 en la cathédrale russe de Cannes, le mariage civil eut lieu le 31 décembre 1951 à Florence. L'épouse du prince appartient à la célèbre famille toscane della Gherardesca, son père, le comte Walfredo della Gherardesca est l'un des descendants du comte Ugolino (Ugolin), personnage de la Divine Comédie de Dante.

### Ses œuvres
En 1982, Nicolas Romanovitch de Russie et son épouse s'installèrent à Rougemont, petit village montagnard du canton de Vaud (Suisse). 
Après la vente de sa ferme toscane, Nicolas Romanovitch de Russie commença à réunir des informations concernant la famille Romanov afin d'écrire une biographie. À la même époque, le prince peignit des aquarelles décrivant l'opération fictive d'un cuirassé russe en Méditerranée, il y apposa des légendes écrites de sa main. Cette œuvre, sur les conseils de son ami Masolino d'Amico fut présentée à un éditeur, elle fut publiée en 1988 par l'éditeur Mondadori, Cet ouvrage fut intitulé Storia di una corazzàta Tonda.

### Association famille Romanov
L'intérêt porté par Nicolas Romanovitch de Russie pour le pays de ses ancêtres, les changements survenus en Russie amenèrent les médias, particulièrement la télévision à solliciter très fortement le prince. Nicolas Romanovitch de Russie a donné plus de cent interviews. Il donna également beaucoup de conférences sur la Russie et la famille Romanov.
Lors de la création de la Fondation Association famille Romanov, Nicolas Romanovitch de Russie fut vice-président, au décès du prince Vassili Alexandrovitch de Russie (fils de Alexandre Mikhaïlovitch de Russie) le 3 juin 1989, le prince devint président de cette fondation.

### Chef de la famille impériale de Russie
Au décès du grand-duc Vladimir Kirillovitch de Russie survenu le 21 avril 1992, Nicolas Romanovitch de Russie fut élu nouveau prétendant au trône de Russie le 31 décembre 1992 par les membres de la fondation Association famille Romanov. Cette élection sera confirmée le 18 juillet 1998 à Saint-Pétersbourg lors des funérailles de Nicolas II de Russie et de sa famille.
Nicolas Romanovitch était donc le chef de la maison impériale de Russie, bien que cette revendication eut été contestée par le prince Georges de Hohenzollern et sa mère la princesse (dite « grande-duchesse ») Maria Vladimirovna de Russie. 
En juin 1992, le prince se rendit pour la première fois en Russie, d'autres visites suivront. Depuis 1998, Nicolas Romanovitch de Russie se rendait une fois par an en Russie.
Le prince Nicolas Romanovitch assista en tant que chef de la famille impériale de Russie aux cérémonies données à l'occasion des funérailles du dernier tsar Nicolas II de Russie le 16 juillet 1998.

### Réunion des sept princes
Le 27 juin 1992, à Paris eut lieu la réunion des Sept princes. Les princes Nicolas Romanovitch de Russie, Dimitri Romanovitch de Russie, Michel Feodorovitch de Russie, Nikita Nikitich de Russie, Alexandre Nikitich de Russie et Rostislav Rostislavovitch de Russie fondèrent le Fonds de bienfaisance des Romanov, cette fondation a pour but de venir en aide aux enfants russes de Moscou et de Saint-Pétersbourg. En 1993, le prince Dimitri Romanovitch de Russie fut élu président de cette fondation.
En juillet 1998, les membres de la fondation Association de la famille Romanov se réunirent pour la première fois en Russie, cette réunion se tint au « chalet » à Peterhof.

## Anecdote
On le vit apparaître sur le petit écran à l'occasion du documentaire de Frédéric Mitterrand Mémoires d'exil.

## Généalogie
Nicolas Romanovitch de Russie appartient à la troisième branche issue de la première lignée de la maison d'Oldenbourg-Russie (maison de Holstein-Gottorp-Romanov, elle-même issue de la première branche de la maison de Holstein-Gottorp). Ces trois branches sont toutes trois issues de la première branche de la maison d'Oldenbourg. Il a pour ascendant direct Nicolas Ier de Russie.